# Sir Caerffili
Sir Caerffili (Caerphilly en anglès) és una autoritat unitària de Gal·les. Constitueix un comtat situat al comtat històric de Glamorgan que tenia 176.005 habitants el 2021. Conté la ciutat dormitori situada al nord de Cardiff i Newport, que té una població de prop de 31.000 habitants.
El comtat limita a l'oest amb el de Rhondda Cynon Taf, a l'est amb Torfaen, al nord-oest amb Merthyr Tydfil, al nord-est amb Blaenau Gwent i al nord amb Powys.
Va donar el seu nom al comtat en què es troba. S'hi troba el Castell de Caerffili, un edifici que va tenir una paper important en la història de Gal·les.

## Enllaços externs

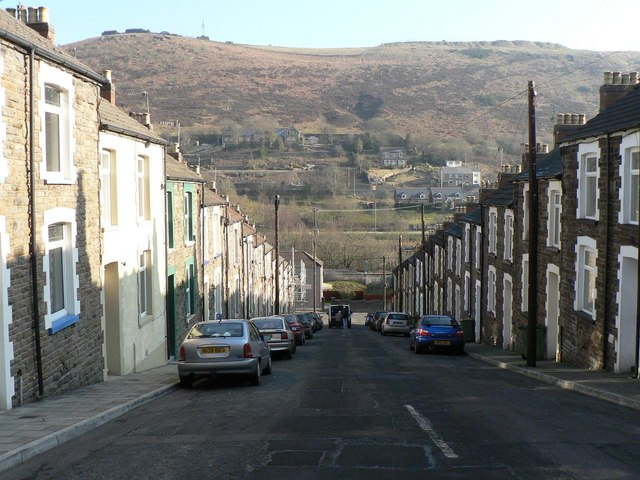
Carrer de Caerphilly.